# Contea di Roskilde
La contea di Roskilde (in danese Roskilde Amt) era una delle 13 contee della Danimarca, le contee sono state abolite con la riforma amministrativa entrata in vigore il 1º gennaio del 2007 e sono state sostituite da cinque regioni.

## Comuni
(Abitanti al 1º gennaio 2006)
- Bramsnæs (9.437)
- Greve (47.968)
- Gundsø (15.993)
- Hvalsø (7.843)
- Køge (40.535)
- Lejre (8.852)
- Ramsø (9.412)
- Roskilde (55.050)
- Skovbo (15.183)
- Solrød (20.877)
- Vallø (10.373)